# Rubus hochstetterorum
Rubus hochstetterorum — вид чагарникових рослин з родини Розові (Rosaceae), ендемік Азорських островів.

## Опис

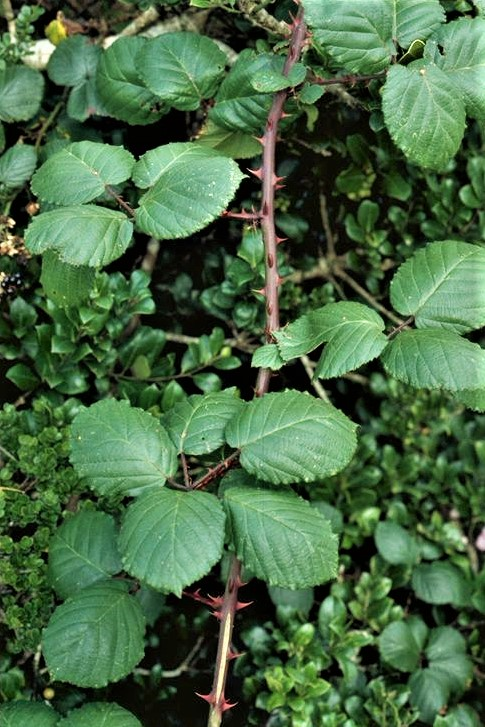

Це чагарник з довгими шипами, а квіти білі або світло-рожеві діаметром понад 4 см. Досягає у висоту до 2 метрів. Майже оголені пагони товщиною до 1.4 см із сильними, вигнутими шипами. Листя складне; листові фрагменти широко еліптичні, сильно опуклі і мають короткий наконечник. Черешки вкриті сильно вигнутими шипами. Верх листя зелений, майже голий і злегка блискучий, нижній бік листя зелений або сіро-зелений через волоски. Суцвіття шириною 20–30 см. Квіткові стебла вкриті сірими волосками й мають кілька 1–2-міліметрових шипів. Квіти двостатеві діаметром до 5 сантиметрів. Чашолистки сіро-зелені. Пелюсток 5. Квітує рослина в червні та липні.

## Поширення
Ендемік Азорських островів (острови Фаял, Флорес, Корву, Піку, Сан-Жорже, Сан-Мігель, Санта-Марія, Терсейра).
Населяє вирубки, узлісся, також зростає в живоплотах, ярах, на узбіччі доріг і пасовищ. Він також трапляється в лаврових лісах, і особливо в ялівцевому рідколіссі.

## Використання
Плоди використовуються свіжими і заварюють.

## Загрози та охорона
Виду загрожує поширення інвазивних рослин, таких як Hedychium. Йому також загрожує поширення введених видів Rubus.
Цей вид знаходиться в межах природоохоронних територій, також вирощується в ботанічному саду Фаялу. Потрібні додаткові дослідження для визначення впливу інвазивних видів Rubus, оскільки можлива гібридизація, що призводить до генетичного забруднення.